# Hiszpańscy posłowie do Parlamentu Europejskiego 2019–2024
Hiszpańscy posłowie IX kadencji do Parlamentu Europejskiego zostali wybrani w wyborach przeprowadzonych 26 maja 2019, w których wyłoniono 54 deputowanych. W 2018 zaplanowano przyznanie Hiszpanii 5 dodatkowych mandatów (w ramach rozdzielenia części mandatów przynależnych Wielkiej Brytanii), jednak procedura ich obsadzenia została opóźniona w związku z przesunięciem daty brexitu i przeprowadzeniem wyborów również w Wielkiej Brytanii.
Na początku kadencji nieobsadzone pozostały trzy mandaty uzyskane przez przedstawicieli katalońskich ugrupowań separatystycznych: aresztowanego Oriola Junquerasa (AR-ERC) oraz przebywających na emigracji Antoniego Comína i Carlesa Puigdemonta (LpE). Ich wybór został unieważniony przez hiszpańską komisję wyborczą, co skutkowało odwołaniami na drodze sądowej. Parlament Europejski na początku stycznia 2020 uznał całą trójkę za legalnie wybranych europosłów ze skutkiem od początku kadencji. Ostatecznie jednak przewodniczący PE wygasił mandat Oriola Junquerasa (ze skutkiem na 2 stycznia 2020).

## Posłowie według list wyborczych
Hiszpańska Socjalistyczna Partia Robotnicza
- Iratxe García Pérez
- Lina Gálvez
- Javier López Fernández
- Inmaculada Rodríguez-Piñero
- Ibán García del Blanco
- Eider Gardiazabal Rubial
- Nicolás González Casares
- Cristina Maestre
- César Luena
- Clara Aguilera García
- Ignacio Sánchez Amor
- Mónica Silvana González
- Juan Fernando López Aguilar
- Jonás Fernández
- Alícia Homs Ginel
- Javier Moreno
- Isabel García Muñoz
- Domènec Ruiz Devesa
- Estrella Durá Ferrandis[7]
- Marcos Ros Sempere, poseł do PE od 1 lutego 2020 (objęcie mandatu było zawieszone do czasu brexitu)
- Laura Ballarín Cereza, poseł do PE od 6 września 2023

Partia Ludowa
- Dolors Montserrat
- Antonio López-Istúriz White
- Juan Ignacio Zoido
- Pilar del Castillo Vera
- Javier Zarzalejos
- José Manuel García-Margallo
- Francisco Millán Mon
- Rosa Estaràs Ferragut
- Isabel Benjumea
- Pablo Arias Echeverría
- Leopoldo López Gil
- Gabriel Mato Adrover, poseł do PE od 1 lutego 2020 (objęcie mandatu było zawieszone do czasu brexitu)
- Ana Collado Jiménez, poseł do PE od 6 września 2023

Obywatele – Partia Obywatelska
- Maite Pagazaurtundúa
- Soraya Rodríguez
- Javier Nart
- José Ramón Bauzà
- Jordi Cañas
- Susana Solís
- Adrián Vázquez Lázara, poseł do PE od 1 lutego 2020 (objęcie mandatu było zawieszone do czasu brexitu)
- Eva-Maria Poptcheva, poseł do PE od 15 września 2022

Unidas Podemos Cambiar Europa (w tym Podemos, IU, CatComú)
- María Eugenia Rodríguez Palop (Podemos)
- Idoia Villanueva Ruiz (Podemos)
- Miguel Urbán Crespo (Podemos)
- Manu Pineda (IU)
- Esther Sanz Selva (Podemos), poseł do PE od 21 grudnia 2023
- Patricia Caro Maya (Podemos), poseł do PE od 30 listopada 2023

Vox
- Jorge Buxadé
- Mazaly Aguilar
- Hermann Tertsch
- Margarita de la Pisa Carrión, poseł do PE od 1 lutego 2020 (objęcie mandatu było zawieszone do czasu brexitu)

Ahora Repúblicas (w tym ERC, EH Bildu i BNG)
- Diana Riba i Giner (ERC)
- Jordi Solé i Ferrando (ERC), poseł do PE od 3 stycznia 2020
- Ana Miranda (BNG), poseł do PE od 5 września 2022

Lliures per Europa
- Carles Puigdemont
- Antoni Comín
- Clara Ponsatí, poseł do PE od 1 lutego 2020 (objęcie mandatu było zawieszone do czasu brexitu)

CEUS (w tym Nacjonalistyczna Partia Basków)
- Izaskun Bilbao

Byli posłowie IX kadencji do PE
- Oriol Junqueras (AR-ERC), do 2 stycznia 2020
- Luis Garicano (C’s), do 1 września 2022
- Pernando Barrena (AR-EH Bildu), do 2 września 2022
- Adriana Maldonado López (PSOE), do 16 sierpnia 2023
- Esteban González Pons (PP), do 16 sierpnia 2023
- Sira Rego (UPCE-IU), do 20 listopada 2023
- Ernest Urtasun (UPCE-CatComú), do 20 listopada 2023